# Рети
Рети (лат. Raeti, ромш. Rhaeti) — стародавні племена, що жили в долинах Західних і Центральних Альп. Відносилися до археологічної культури Фрітценс-Санціо, яка зазнала культурний вплив латенської культури.
Підкорені римлянами в 15-13 до н. е.
Походження достовірно не відомо, античні автори ототожнюють ретів з етрусками. Ретська абетка належить до групи «північноетруських». Ретська мова граматично та лексично близька до етруської.
Про ретів Страбон писав:
 Далі за порядком йдуть частини гір, звернені на схід і на південь; їх займають рети і вінделіки, області яких примикають до областей гельветів і бойїв, бо їх території лежать поблизу рівнин цих племен. Область ретів простягається до частини Італії, розташованої над Вероною та Комом (між іншим, «Ретійське» вино, яке, як здається, не поступається прославленим сортам вин італійських областей, виготовляється біля підніжжя Ретійських Альп), а також доходить до місцевостей, по яких протікає Рен; до цього племені належать лепонтії та камуни. Вінделіки та норіки займають більшу частину зовнішньої сторони передгір'я разом з бреунами та генаунами (останні належать вже до іллірійців). Всі ці племена час від часу робили набіги не тільки на сусідні частини Італії, але також на країну гельветів, секванів, бойїв і германців. Лікаттії, клаутенатії та веннони були найвідважнішими воїнами серед усіх вінделіків, а серед ретів — рукантії та котуантії. 
Рети вважаються предками ретороманців .

## Див. Також
- Кельти
- Етруски
- Рет (міфологія)
- Реція